# Fatima Ezzahra El Idrissi
Fatima Ezzahra El Idrissi, ou Fatima El Idrissi, née le 22 juillet 1995 à Khémisset au Maroc, est une athlète marocaine handisport.
Elle est championne du monde de 1 500 m en 2019 et en 2023. Aux Jeux paralympiques d'été de 2024 à Paris, elle est médaillée d'or au marathon en battant le record du monde, et médaillée d'argent sur 1 500 m.

## Biographie

### Jeunesse
Fatima Ezzahra El Idrissi naît le 22 juillet 1995 à Khémisset au Maroc.

### Carrière sportive
Fatima Ezzahra El Idrissi pratique l'athlétisme handisport, qu'elle commence en 2010 au Maroc. 
Elle remporte les championnats du monde sur 1 500 m en 2019 et en 2023. Aux championnats du monde de 2023, elle bat le record du monde du 1 500 m en catégorie T12, en 4'22"15.
Aux Jeux paralympiques d'été de 2024 à Paris, Fatima Ezzahra El Idrissi remporte la médaille d'argent sur 1 500 m en catégorie T13,. Elle court en 4'22"98, derrière l'éthiopienne Tigist Gezahagn Menigstu,. Le temps de 4'22"98 est son meilleur temps depuis le début de l'année 2024. Au marathon des mêmes jeux paralympiques, elle remporte le 8 septembre la médaille d'or, et bat de plus de cinq minutes le record du monde en 2h48'36'.

### Vie personnelle
Elle réside à Oulmès.